# Miguel White
Miguel S. White, född 9 oktober 1909, död 30 augusti 1942, var en filippinsk friidrottare.
White blev olympisk bronsmedaljör på 400 meter häck vid sommarspelen 1936 i Berlin.